# 雍州刺史部
雍州刺史部，东汉时设置的刺史部，雍州或作廱州。
雍州是中国古代九州之一，但具体所指已无从查证。雍州地区自西周到西晋始终是京畿或渭河平原及其附近。汉武帝设十三州刺史部时，该地区以西属凉州刺史部，东归司隶校尉，不独立设州。汉光武帝定都洛阳，设立过雍州，但是不久取消，州治在武威郡姑臧县。
興平元年六月丙子日（194年7月6日），雍州再度成為正式行政區，東漢分涼州河西的武威、張掖、酒泉、敦煌、西海設立雍州刺史部，治所在姑臧。建安十八年（213年）省涼州，與司隸校尉部的三輔一起併入雍州。
曹魏黃初元年（220年），分河西八郡復置涼州，曹魏時期的雍州其范围固定在原涼州黃河以東和司隶校尉部的長安及附近的三輔，治所就在当时东汉末代皇帝汉献帝的临时所在地长安。曹魏、西晋不变。十六国的前秦、后秦一度将雍州迁至安定郡（今甘肃镇原）和蒲坂（今山西永济），北魏、西魏、北周仅将长安及其附近地区设为雍州，治所在长安。而东晋和南朝在襄阳侨置雍州。隋朝统一后，以长安及其附近地区为雍州，隋炀帝改为京兆郡，唐朝建立后，又改为雍州，唐玄宗设立京兆府。

## 雍州刺史
东汉雍州刺史
- 邯郸商（汉献帝建安十一年、206年）
- 徐弈（汉献帝建安中叶）
- 张既（汉献帝建安年间）[3]

曹魏雍州刺史
- 張既（220年－221年）
- 郭淮（221年－249年）
- 陳泰（249年－255年）
- 王經（255年－258年）
- 諸葛緒（262年－263年）
- 李胤（264年）

曹魏都督雍凉诸军事
- 曹真（220年－222年、228年－231年）
- 夏侯楙（220年－228年都督关中诸军事）
- 司馬懿（231年－238年）
- 趙儼（239年－243年）
- 夏侯玄（243年－249年）
- 郭淮（249年－255年）
- 陳泰（255年－256年）
- 鄧艾（255年－256年护羌都尉，256年－264年都督陇右诸军事）
- 司馬望（256年－263年）
- 鍾會（263年－264年都督镇西诸军事）
- 衛瓘（264年－265年）
- 司馬亮（265年）

西晋雍州刺史
- 严询（270年－274年）
- 郭奕（275年－283年）
- 郤诜（284年－289年）
- 唐彬（291年－294年）
- 解系（295年－297年）
- 范晷（297年－299年）
- 高诞（300年－301年）
- 刘沈（302年－304年）
- 司马颙（304年－306年）
- 山简（307年－308年）
- 丁绰（308年－310年）
- 麹特（311年）
- 贾疋（311年－312年）
- 麹允（312年－316年）

西晋雍凉都督
- 司马亮（265年－270年）
- 司马骏（270年－286年）
- 司马泰（286年－289年）
- 司马柬（289年－291年）
- 司马肜（291年）
- 司马伦（291年－296年）
- 司马肜（296年－299年）
- 司马颙（299年－306年）
- 司马模（307年－311年）